# Delmas Obou
Delmas Obou (ur. 25 października 1991) – włoski lekkoatleta specjalizujący się w biegach sprinterskich.
Podczas mistrzostw Europy juniorów w Nowym Sadzie (2009) zajął szóste miejsce w biegu na 100 metrów. W 2010 odpadł w eliminacjach na mistrzostwach świata juniorów, a w 2011 indywidualnie był piąty w biegu na 100 metrów oraz wraz z kolegami z reprezentacji zdobył złoto w sztafecie 4 x 100 metrów podczas młodzieżowych mistrzostw Europy.
Rekordy życiowe: bieg na 60 metrów (hala) – 6,74 (7 lutego 2015, Mondeville); bieg na 100 metrów (stadion) – 10,27 (14 czerwca 2013, Rieti).